# Montserrat (gmina)
Montserrat – gmina w Hiszpanii, w prowincji Walencja, we wspólnocie autonomicznej Walencja, o powierzchni 45,58 km². W 2011 roku liczyła 7133 mieszkańców.